# The Creeps (groupe suédois)
Pour les articles homonymes, voir Creep.
The Creeps  est un groupe de rock alternatif suédois, originaire d’Älmhult. Actif dans les années 1980 et 1990, le groupe se sépare en 1997, après cinq albums studio.

## Biographie
Le groupe est formé en 1982 par le chanteur–guitariste Robert Jelinek, et démarre avec des influences des années 1950–1960 dans la veine de groupes comme The Stomachmouths, The Wylde Mammoths et Crimson Shadows, accompagnées d'éléments rock contemporains. Robert est à la fois membre de the Creeps et des Backdoormen, un groupe mod de la même ville.  Après la dissolution des Backdoormen, le guitariste Hans Ingemansson rejoint The Creeps au clavier. 
Après des premières parties et des concerts dans des universités, le groupe publie son premier album studio, intitulé Enjoy the Creeps en 1986, chez Tracks on Wax. Il est situé dans une veine garage, influencé par le Chocolate Watchband ou The Sonics. Puis sort son deuxième album studio, Now Dig This! en 1988, résolument orienté mod/soul, sort chez Warner Music Group. Leur chanson la plus populaire, Ooh I Like It, devient un hit en Suède deux ans plus tard, et est nommée meilleure chanson de l'année par les spectateurs de MTV Suède en 1990. Deux ans après la sortie de Now Dig This!, Blue Tomato (1990) aux influences funk opère un virage à 180 degrés avec une production totalement moderne pour l'époque ; l'album est un vrai succès et grimpe dans les ventes de disques en Suède. En 1993, le groupe publie son premier EP intitulé Change It. 
The Creeps sortira encore deux disque puis se séparera avec des reformations occasionnelles pour des concerts sporadiques.

## Membres
- Robert Jelinek – chant, guitare
- Hans Ingemansson – orgue Hammond, piano
- Anders Johansson – basse
- Patrick Olsson – batterie

## Discographie

### Albums studio
- 1986 : Enjoy the Creeps
- 1988 : Now Dig This!
- 1990 : Blue Tomato
- 1993 : Seriouslessness
- 1996 : Mr. Freedom Now!

### EP
- 1993 : Change It

### Singles
- 1988 : You'll Love Me More Every Day / Bring Some Wood
- 1988 : Don't Go Away / Bring Some Wood
- 1989 : Right Back on Track / A Smashing Good Time
- 1990 : Oh I Like It / Smash!
- 1990 : Way Cool (The Global Groove Mix) / Way Cool (Original Nordik Ghetto Mix)
- 1996 : Make It Easy